# Hungarian International 1998
Die Hungarian International 1998 fanden vom 29. Oktober bis zum 1. November 1998 in Budapest statt. Es war die 23. Auflage dieser internationalen Meisterschaften im Badminton von Ungarn.

## Sieger und Platzierte
| Disziplin    | Gold                           | Silber                              | Bronze                           |
| ------------ | ------------------------------ | ----------------------------------- | -------------------------------- |
| Herreneinzel | Ruud Kuijten                   | Kasper Ødum                         | Morten Grove                     |
| Herreneinzel | Ruud Kuijten                   | Kasper Ødum                         | Joachim Fischer Nielsen          |
| Dameneinzel  | Christina Sørensen             | Dolores Marco                       | Natalia Golovkina                |
| Dameneinzel  | Christina Sørensen             | Dolores Marco                       | Maja Pohar                       |
| Herrendoppel | Michał Łogosz Robert Mateusiak | Joachim Fischer Nielsen Kasper Ødum | Martin Bruun Thomas Hovgaard     |
| Herrendoppel | Michał Łogosz Robert Mateusiak | Joachim Fischer Nielsen Kasper Ødum | Lars Sørensen Peter Steffensen   |
| Damendoppel  | Rikke Broen Sara Runesten      | Britta Andersen Lene Mørk           | Tanja Berg Helle Stærmose        |
| Damendoppel  | Rikke Broen Sara Runesten      | Britta Andersen Lene Mørk           | Julie Houmann Christina Sørensen |
| Mixed        | Martin Bruun Sara Runesten     | Peter Steffensen Lene Mørk          | Thomas Laybourn Rikke Broen      |
| Mixed        | Martin Bruun Sara Runesten     | Peter Steffensen Lene Mørk          | Jan Vondra Markéta Koudelková    |